# Suregada celastroides
Suregada celastroides là một loài thực vật có hoa trong họ Đại kích. Loài này được Radcl.-Sm. & Petra Hoffm. miêu tả khoa học đầu tiên năm 2003 publ. 2004.